# Escada relacional
A escala ou escada relacional (tradução livre de relationship escalator) é um sistema de normas sociais, culturalmente definidas, que regulam a evolução das relações de intimidade. Esse conceito é caracterizado por um conjunto progressivo de etapas, cada uma com indicadores visíveis, que conduzem em direção a um objetivo final. A escada relacional pressupõe um modelo linear e hierárquico das relações, no qual se espera que os indivíduos sigam uma sequência predefinida de passos e marcos.

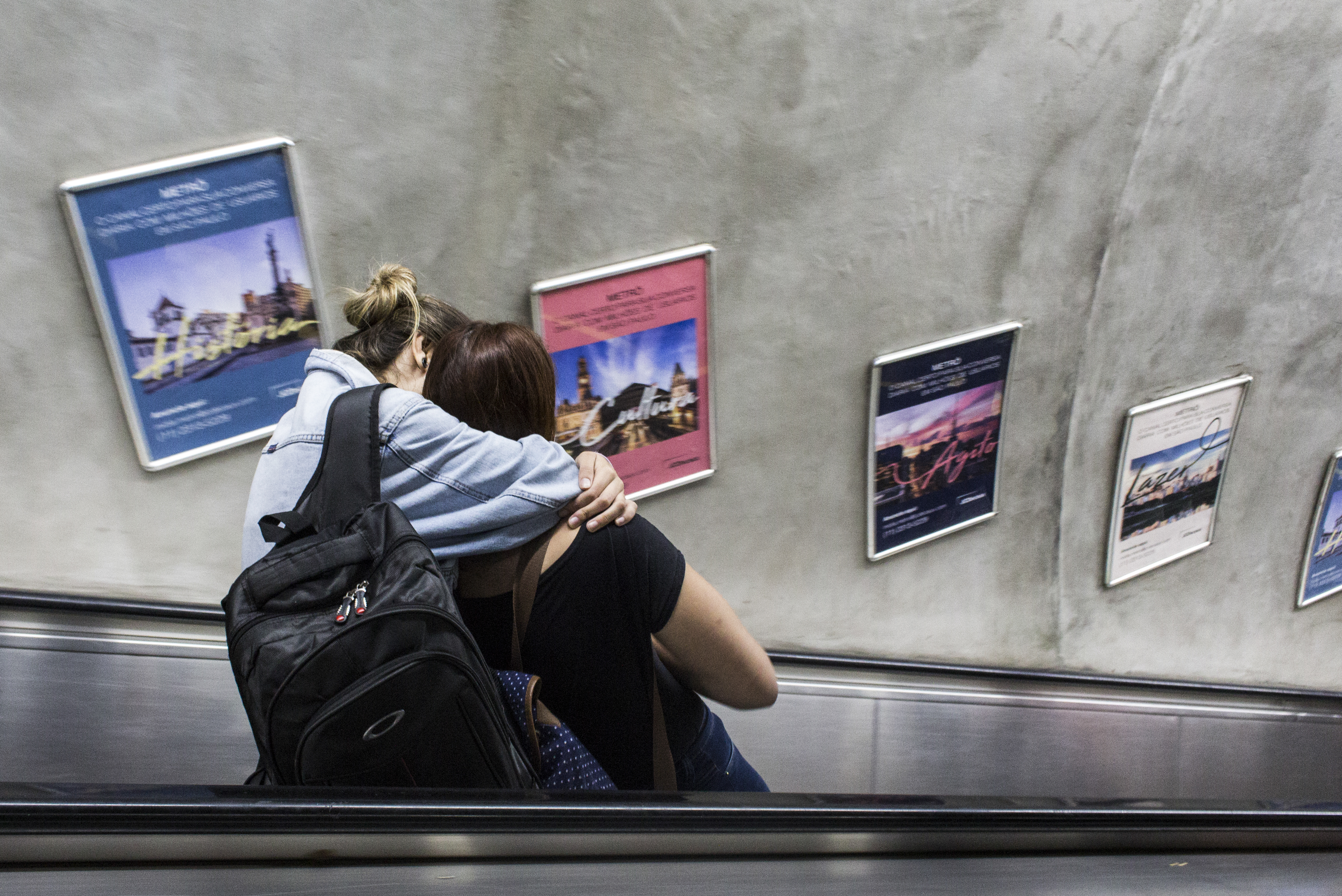
A “escada relacional” é metaforicamente uma “escada rolante”, em que o casal deve permanecer em constante progressão (“subida”). Esta vive no plano idealizado da sociedade, existindo na verdade, imensa variação na progressão de cada relação.

A origem da ideia da escada relacional, enquanto um fenómeno social, permanece envolta em mistério. Contudo, essa noção ganhou proeminência, em parte, através da jornalista Amy Gahran. A própria autora reconhece que a ideia já circulava antes da publicação do seu livro, sendo particularmente destacada nas comunidades não monogâmicas. No contexto da sua obra, Gahran propõe que as expectativas sociais para as relações de intimidade moldam as dinâmicas amorosas interpessoais. A progressão dessas relações é delineada pela chamada "Escada Relacional", uma série de fases padronizadas pelas quais se espera que as relações de intimidade avancem.
É relevante ressaltar que a escada relacional não é uma entidade estática; pelo contrário, ela pode variar conforme o contexto histórico e sociocultural. Essa flexibilidade abre espaço para diversas análises sobre o tema, visto que existem várias trajetórias de relacionamento que não seguem o padrão ocidental mencionado acima. A própria autora reconhece essa diversidade. Na Europa Pré-Moderna, por exemplo, os casamentos frequentemente se fundamentavam em fatores económicos, em oposição à atração romântico-sexual mútua, a base central da escada relacional de Gahran. O próprio conceito de amor romântico, que domina amplamente a esfera público-privada das relações de intimidade ocidentais, é relativamente recente. Somente a partir do final do século XVIII que o amor romântico, ancorado em ideais de idealização, plenitude, permanência e exclusividade, ganha destaque na cultura. A evolução desse tipo de amor está até em transformação progressiva, como observado por Giddens, para o que ele denomina "amor confluente".

## Etapas da escada relacional
Existem normas sociais específicas que delineiam a evolução de uma relação de intimidade, bem como o êxito ou fracasso dessas relações. No decorrer do seu trabalho, Amy Gahran delineia o que ela observa como sendo a escada relacional ocidental. Este é  um tipo ideal, não visando a inclusividade nem avaliar as normas com base nas aspirações próprias, mas sim descrever como estão construídas. A seguir, é apresentada a descrição dessa escada relacional, conforme elaborada pela autora.
1. Estabelecimento de Contacto: Inicia-se com o estabelecimento do contacto entre as partes, seguido de flerte, encontros casuais ou ocasionais, podendo culminar em intimidade sexual.
2. Iniciação: Esta etapa envolve gestos românticos de cortejo ou rituais, desenvolvimento do investimento emocional (ou "apaixonar-se") e, muito provavelmente, a continuidade do contacto sexual, exceto em casos motivados por crenças religiosas ou conservadoras.
3. Reivindicação e Definição: Nesta fase, ocorrem declarações mútuas de amor e a apresentação pública como um casal ("nós"). Os envolvidos passam a adotar papéis relacionais ("namorada/o", etc.). Há uma expectativa explícita de exclusividade sexual e romântica, bem como a decisão de encerrar outras relações íntimas. Também ocorre a transição para relações sexuais sem restrições, quando aplicável.
4. Estabelecimento: Nesse estágio, ocorre a adaptação dos ritmos de vida para acomodar ambos numa base contínua. Estabelecem-se padrões para passar tempo juntos, que incluem encontros regulares, encontros sexuais e momentos nas respetivas casas. A comunicação também é definida, abrangendo conversas, ligações ou mensagens quando não estão juntos.
5. Compromisso: Nesta fase, os envolvidos discutem ou planeiam um futuro compartilhado a longo prazo como um casal monogâmico. Surgem expectativas de responsabilidade mútua pelo comportamento e paradeiro. Os parceiros têm a oportunidade de conhecer as famílias de origem um do outro.
6. Fusão: Os envolvidos passam a coabitar, compartilhar finanças e uma residência, podendo também noivar ou equivalente. Esta etapa pode ocorrer antes, durante ou após o compromisso.
7. Conclusão: A fase de casamento, se legalmente possível, e a formação de descendência, embora não obrigatória, são socialmente valorizadas. A relação é considerada "concluída", e a sua estrutura é esperada para permanecer estática até que "a morte os separe".
8. Legado: O estágio final envolve aquisição de propriedade, criação e educação da descendência. Embora não seja mais obrigatório como antigamente, muitos casais podem não se sentir ou serem percebidos como plenamente "válidos" até que alcancem esses marcos adicionais após o casamento.

## Marcas da escada relacional
A autora também identifica cinco características distintas, que permeiam as relações na escada relacional ocidental. Cada uma dessas características reflete as essenciais para as relações de intimidade e como elas devem operar nas normas sociais.
- Monogamia: As relações na escada relacional ocidental são definidas por uma união entre duas pessoas, caracterizada pela exclusividade romântica e sexual mútua. É importante salientar que, embora essa norma nem sempre seja estritamente seguida, ela permanece como uma idealização.
- Fusão: Os parceiros passam a organizar as suas vidas em torno da unidade do "casal", amalgamando as suas rotinas diárias, lares, finanças, famílias e outras dimensões com um aumento de intensidade. Muitas vezes, ocorre uma fusão de identidades, em que os indivíduos deixam de se identificar socialmente como "eu" para adotar a identidade de "nós".
- Hierarquização: A relação assume uma posição de hierarquia, sobrepondo-se a amizades e outras formas de relacionamento não íntimas. Isso implica que a relação de intimidade é considerada, por padrão, mais significativa, frequentemente priorizada em termos de tempo, atenção e recursos. Geralmente, há exceções previstas em situações envolvendo parentalidade ou responsabilidades familiares imediatas.
- Conexão Sexual e Romântica: Os membros da relação devem, pelo menos em algum momento, ter compartilhado ou compartilhar uma conexão, atração ou relação sexual e romântica entre si. Isso implica que a presença de contacto sexual é antecipada, assim como a presença de sentimentos amorosos ou românticos. Se um desses aspetos não for atendido, a relação pode ser estigmatizada ou percebida como instável ou pouco desenvolvida.
- Continuidade e Consistência: As relações na escada relacional não deveriam regredir para estágios anteriores, nem permanecer estagnadas por um período prolongado sem levantar questionamentos sociais. Por exemplo, se um casal que coabita decide morar separadamente, essa mudança pode ser vista como um "problema" na relação. Embora esse marco frequentemente não seja cumprido, essa realidade não é prevista, reconhecida ou considerada de maneira imparcial, continuando a ser uma norma a ser seguida.

## Conflito
Amy Gahran não nega a existência de relações que se desviam do padrão estabelecido pela escada relacional. Em verdade, o seu trabalho se concentra muito mais na análise do conflito com esse padrão do que na concordância com o mesmo. Conforme a autora, quanto mais os elementos de uma relação se afastam dessas normas, mais suscetíveis essas relações se tornam a críticas, julgamentos, condenações, negligência, silenciamento e, em casos extremos, até destruição. Isso ocorre sem desconsiderar o elevado grau de autocrítica e autoexigência que existe para atender às expectativas sociais numa relação de intimidade. 
Nos últimos anos, movimentos em prol da diversidade e inclusão promovem uma reavaliação das normas convencionais de relacionamento. Isso envolve questionar a suposição de que a escada relacional institucionalizada é o único caminho legítimo para formar laços emocionais e românticos duradouros. Em vez disso, defensores advogam pela autonomia individual na definição de relacionamentos com base em necessidades, valores e circunstâncias pessoais. É importante observar que, embora a escalada relacional não seja universalmente vista negativamente, muitos indivíduos encontram satisfação ao seguir essa trajetória. No entanto, o diálogo em curso destaca a importância de reconhecer a variedade de possibilidades de relacionamento e respeitar as escolhas e identidades de todas as partes envolvidas.